# Enzys Jagomastas
Enzys Jagomastas (ur. 22 marca 1870 w Lumpėnai koło Pojegów, zamordowany 30 czerwca 1941 w Ponarach pod Wilnem) – litewski działacz społeczny na terenie Prus Wschodnich, dziennikarz i redaktor.